# Wilhelm Lenz (Politiker, 1894)
Wilhelm Lenz (* 25. Juni 1894 in Steinbach (Taunus); † 8. Juni 1954 in Braubach) war ein deutscher Politiker  (SPD, parteilos).

## Leben
Lenz war Vertreter der Teigwarenfabriken Bad Homburg. Nach dem Zweiten Weltkrieg trat er in die SPD ein und wurde 1946 bis 1952 Mitglied des Stadtrats Niederlahnstein und 1946 bis 1948 Zweiter Beigeordneter der Stadt Niederlahnstein. 1946 wurde er Kreisdeputierter und 1948 Mitglied des Kreistags Bad Ems. 1948 bis 1952 gehörte er dem Kreisausschuss an.
In der ersten Wahlperiode war er vom 4. Juni 1947 bis zum 17. Mai 1951 Mitglied im Landtag Rheinland-Pfalz. Im Landtag war er Mitglied im Flüchtlingsausschuss / Ausschuss für zugewanderte Personen, Hauptausschuss, Haushalts- und Finanzausschuss, Rechts- und Geschäftsordnungsausschuss, Sozialpolitischem Ausschuss und dem Wirtschafts- und Verkehrsausschuss.
Im Sommer 1949 wurde er aus der SPD ausgeschlossen. Er blieb als fraktionsloser Abgeordneter im Landtag.